# 神奈川中央交通多摩営業所

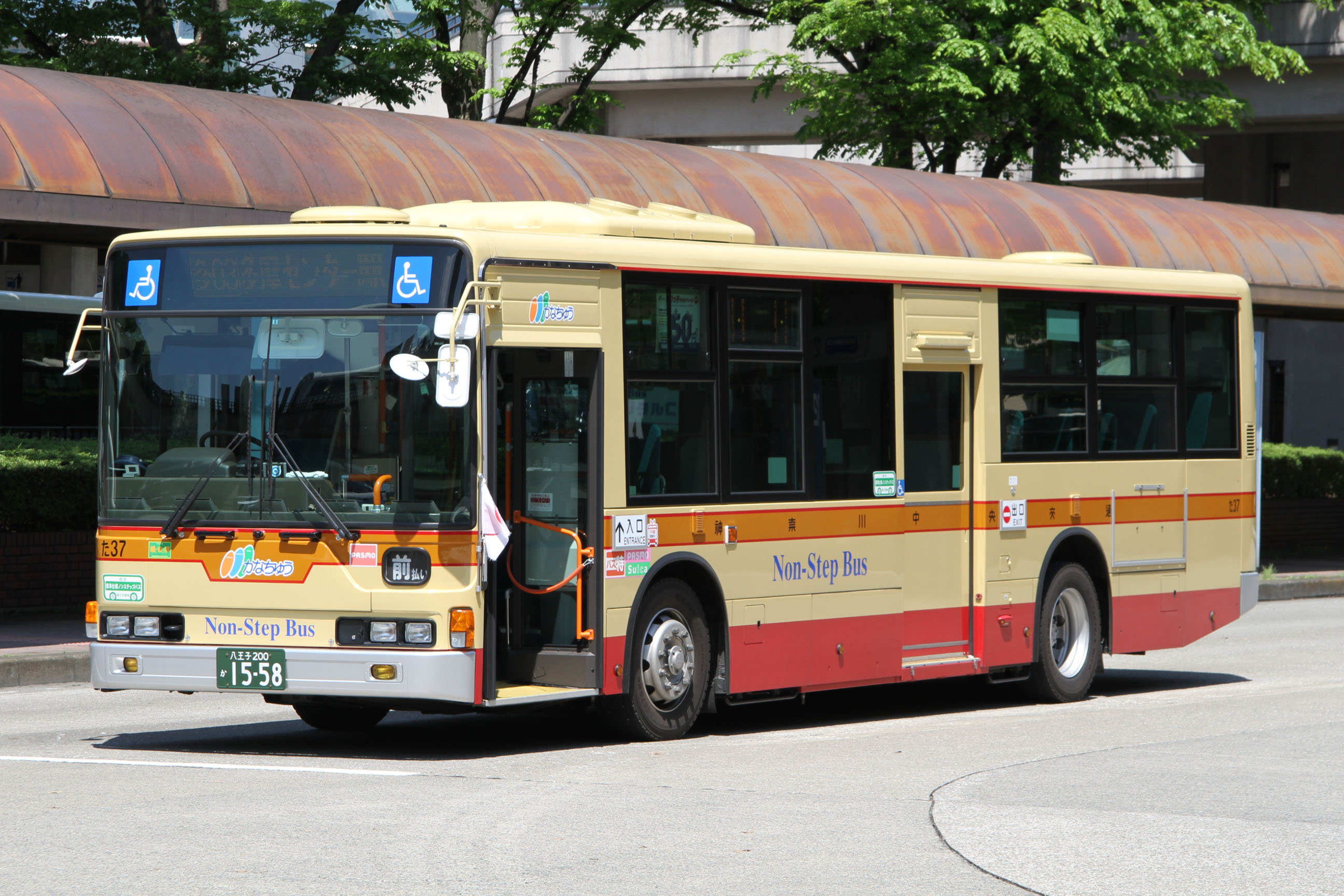
多摩営業所所属車両 (た37)

神奈川中央交通多摩営業所（かながわちゅうおうこうつうたまえいぎょうしょ）は、東京都八王子市南大沢にある神奈川中央交通の営業所。営業所の略号は「た」。
最寄り停留所は「神奈中多摩車庫」を名乗っているが、これは当営業所管内の多摩市南野に、神奈中が所有・管理し京王バスが共用する「京王多摩車庫前」停留所が存在するためである（京王バス多摩営業所の最寄り停留所）。

## 概要
エリアが広大かつ所管路線・車両数が膨れ上がっていた町田営業所および相模原営業所峡の原操車所（当時、現在の神奈川中央交通橋本営業所）の負担軽減のため、町田営業所多摩車庫として計画され、2001年に多摩ニュータウン地区の路線を担当する営業所として開設された。
中山営業所に次いで二番目に新しい営業所（車庫）であり、東京都内の営業所では町田営業所に次いで2番目である。
多摩営業所開設によって、従前まで町田営業所および相模原営業所が担当していた多摩ニュータウン関連路線と、町田駅・古淵駅・淵野辺駅を発着する路線の一部が段階的に多摩営業所へ移管された。現在は東京都八王子市の由木地域、多摩市、町田市など所管エリアとしており、神奈川県相模原市内の横浜線の駅（橋本駅や古淵駅）へも乗り入れる。多摩ニュータウンエリアの路線を受け持つため開設されたことから「多摩」営業所を名乗っているが、営業所所在地は八王子市南大沢であるため、所属車両の登録番号も八王子ナンバーとなっている（町田営業所は多摩ナンバー）。
京王バスが中乗り方式へ改めて以来、長年同じ多摩ニュータウン周辺を管轄する京王バス多摩営業所および南大沢営業所との共同運行路線が多いにもかかわらず、京王（中乗り前降り・運賃後払い）と神奈川中央交通（前乗り中降り・運賃申告制先払い）で乗降、運賃支払い方式が統一されていなかったが、2017年3月21日始発より、神奈川中央交通が揃える形で町田営業所と共に「中乗り前降り・運賃後払い」に統一された。

## 沿革
- 2001年（平成13年）7月29日 - 町田営業所および相模原営業所（峡の原操車所）から多摩ニュータウン方面の路線および町田駅、古淵駅、淵野辺駅発着の路線の一部を移管し開設。
- 2007年（平成19年）3月16日 - 全路線でGPSによるバスロケーションシステムの運用開始。
- 2008年（平成20年）1月20日 - ICカード（PASMO / Suica）の運用開始。
- 2017年（平成29年）3月21日 - 管内全路線で乗降方法を「中乗り前降り・運賃後払い方式」に統一[2]。

## 現行路線

### 多摩センター駅 - 鶴牧団地循環

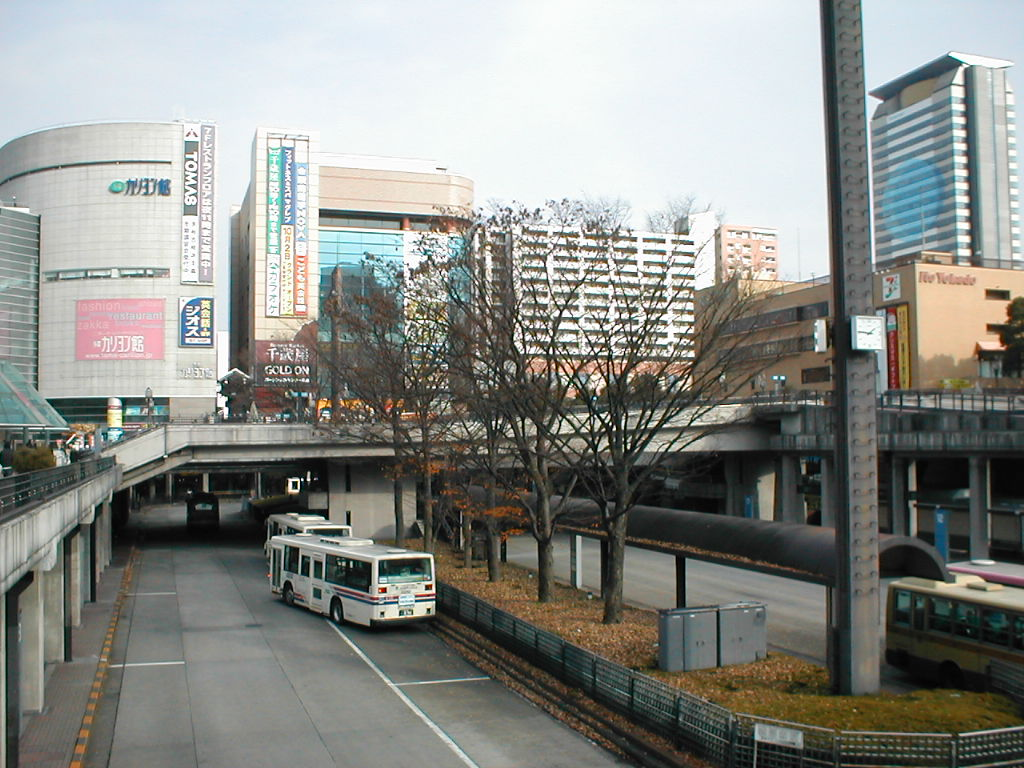
多摩センター駅バスロータリー（2006年）

- 多61：多摩センター駅 → 奈良原公園 → 南鶴牧小学校 → 鶴牧センター → 富士見通下 → 多摩センター駅（京王バス多摩営業所と共同運行）
- 多61：奈良原公園 → 南鶴牧小学校 → 鶴牧センター → 富士見通下 → 多摩センター駅（京王バス多摩営業所と共同運行）

多摩センター駅から南部の鶴牧団地を反時計回りに循環運行する路線で、京王バス多摩営業所と共同運行を行う多摩センター駅発着の最主力路線である。京王便は2024年9月まで聖蹟桜ヶ丘駅へ直通する桜63（聖蹟桜ヶ丘駅 - 多摩市役所 - 多摩センター駅 - 鶴牧団地循環）も運行していたが、神奈中は多61のみを運行する。

### 多摩センター駅 - 豊ヶ丘四丁目 - 永山駅・鶴川駅方面
- 多03：多摩センター駅 - 落合四丁目 - 恵泉女学園大学入口 - 豊ヶ丘四丁目
- 多04：多摩センター駅 - 落合四丁目 - 恵泉女学園大学入口 - 豊ヶ丘四丁目 - 京王多摩車庫前 - 五反田 - 大蔵 - 鶴川駅
- 永65：永山駅 - 貝取北センター - 豊ヶ丘四丁目 - 恵泉女学園大学入口 - 落合四丁目 - 多摩センター駅（京王バス多摩営業所と共同運行）
- 永66：永山駅 → 貝取北センター → 豊ヶ丘四丁目（京王バス多摩営業所と共同運行[注釈 2]）

多摩センター駅および永山駅から豊ヶ丘四丁目方面へ向かう路線で、京王相模原線・小田急多摩線南部に位置する貝取・豊ヶ丘・落合の各団地を経由して結ぶ路線である。多03・永66は豊ヶ丘四丁目発着の出入庫便で、これら以外に京王が桜46（聖蹟桜ヶ丘駅 - 多摩市役所 - 豊ヶ丘四丁目 - 多摩センター駅）および多01（多摩センター駅 - 豊ヶ丘四丁目 - 京王多摩車庫前）を運行しており、多摩センター駅側では高頻度での運行が維持されている。

### 聖蹟桜ヶ丘駅 - 永山駅 - 諏訪・永山団地 - 鶴川駅方面
- 桜22：聖蹟桜ヶ丘駅 → 車橋 → 永山駅 → 諏訪南公園 → 諏訪四丁目 → 諏訪三丁目 → 諏訪南公園 → 永山駅 → 車橋 → 聖蹟桜ヶ丘駅（諏訪四丁目循環、京王バス多摩営業所と共同運行）
- 桜22：聖蹟桜ヶ丘駅 → 車橋 → 永山駅 → 諏訪南公園 → 諏訪四丁目 → 諏訪三丁目（京王バス多摩営業所と共同運行）
- 桜22：諏訪四丁目 → 諏訪三丁目 → 諏訪南公園 → 永山駅 → 車橋 → 聖蹟桜ヶ丘駅（京王バス多摩営業所と共同運行）
- 桜23：聖蹟桜ヶ丘駅 - 車橋 - 永山駅 - 諏訪南公園 - 永山五丁目
- 桜24：聖蹟桜ヶ丘駅 - 車橋 - 永山駅 - 諏訪南公園 - 永山五丁目 - 京王多摩車庫前 - 五反田 - 大蔵 - 鶴川駅
- 鶴31：鶴川駅 - 大蔵 - 五反田 - 京王多摩車庫前 - 永山五丁目 - 永山駅

聖蹟桜ヶ丘駅から永山駅・諏訪地区（多摩ニュータウン諏訪永山団地）を結ぶ路線で、桜23は永山五丁目発着の区間便である。桜22は諏訪地区を循環運行する路線で、2005年6月20日から出入庫を除いて諏訪三丁目を経由する「諏訪四丁目循環」へ変更された。その後も出入庫便は諏訪四丁目発着で運行されたが、2011年10月16日から諏訪四丁目始発・諏訪三丁目終着へ変更されている。これらの路線は全て基本的に聖蹟桜ヶ丘駅発着で運行される。2024年12月16日の改正以前は、永山駅発着の永12・永13を朝夕を中心に運行していた。
2006年までは京王も桜23・桜24・永13を担当していたが、桜25（聖蹟桜ヶ丘駅 - 永山駅 - 永山五丁目 - 京王多摩車庫前）および永14（永山駅 - 永山五丁目 - 京王多摩車庫前）へ統合し、鶴川駅および永山五丁目止まりから撤退している。

### 京王堀之内駅 - 見附橋 - 南大沢駅方面

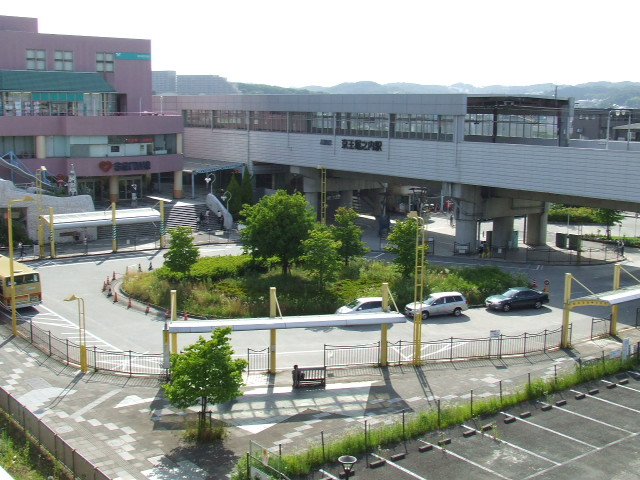
京王堀之内駅ロータリーと駅舎

- 堀01：京王堀之内駅 → せせらぎ橋 → 見附橋 → 蓮生寺 → 京王堀之内駅（京王バス南大沢営業所と共同運行）
- 堀02：京王堀之内駅 → 蓮生寺 → 見附橋 → せせらぎ橋 → 京王堀之内駅（京王バス南大沢営業所と共同運行）
- 堀03：京王堀之内駅 - 松木中学校 - 見附橋 - 南大沢団地 - 大平公園 - 南大沢駅（京王バス南大沢営業所と共同運行）

京王堀之内駅から南部の別所地区方面へ向かう路線で、全路線が京王バス南大沢営業所と共同運行を行っている。

### 南大沢駅 - 南大沢団地循環
- 南51：南大沢駅 → 大平公園 → 南大沢団地 → 赤石公園 → 南大沢駅（京王バス南大沢営業所と共同運行）
- 南52：南大沢駅 → 赤石公園 → 南大沢団地 → 大平公園 → 南大沢駅（京王バス南大沢営業所と共同運行）

南大沢駅からすぐ南側に位置する南大沢団地周辺を両方向に循環運行する路線で、所要時間は約10分程度と非常に短距離の路線である。午前中は赤石公園先回り、午後は大平公園先回りで、約3時間おきに京王と運行時間帯が入れ替わる。深夜バスが大平公園先回りに1便設定されていたが、2020年9月5日に廃止された。

### 鶴川駅 - 小野路 - 多摩センター駅方面
- 鶴32：鶴川駅 - 大蔵 - 五反田 - 小野路 - 南野二丁目 - 一本杉公園 - 青木葉公園 - 多摩センター駅
- 鶴32：鶴川駅 - 大蔵 - 五反田 - 小野路 - 南野二丁目

鶴川駅から小野路地区を経由して多摩センター駅へ向かう路線で、朝は毎時2本程度、日中以降は毎時1本が確保されている。
かつて鶴川駅では井の花・五反田方面への系統に限って、駅前の再開発以前まで他方面の路線や小田急バスとは異なり、鶴川駅西側の踏切近くにある小さな折返し所を起点としていた。この名残で、2014年3月までの多摩営業所の管轄路線は、鶴川駅ゆきを名乗っていても鶴川駅ロータリー内にある終点降車所まで行かず、「鶴川駅西口」降車場で全員降車となり、回送でロータリーを転回して、鶴川駅西口降車場斜め向かいの「鶴川駅」5番乗り場から乗車扱いを行っていた。
「鶴川駅西口」降車場の名称についても、鶴川駅ロータリー内の終点降車所まで営業する町田営業所は「鶴川駅西口」、多摩営業所は「鶴川駅」と異なる名称で案内していたが、同年4月からは全便が鶴川駅ロータリーの終点降車所にて行うように変更された。
区間便は早朝の鶴川駅方向が1便、夜間の南野二丁目方向が最終1便で運行される。南野二丁目 - 多摩営業所間は南多摩尾根幹線（東京都道158号小山乞田線）経由で回送される。早朝の鶴川駅方向は鶴川第一小学校・鶴川中学校の通学輸送と混雑緩和をかねて運行されている。

### 町田ターミナル - 市民病院前 - 根岸 - 淵野辺駅・橋本駅方面

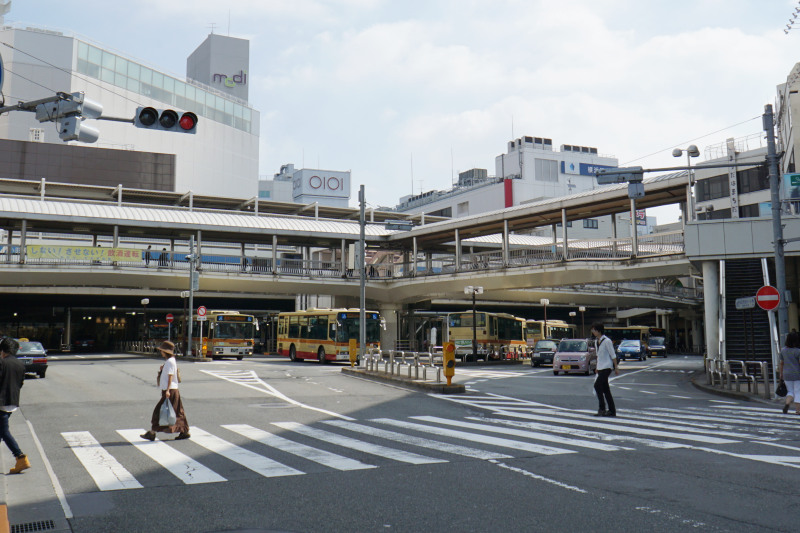
町田バスセンター

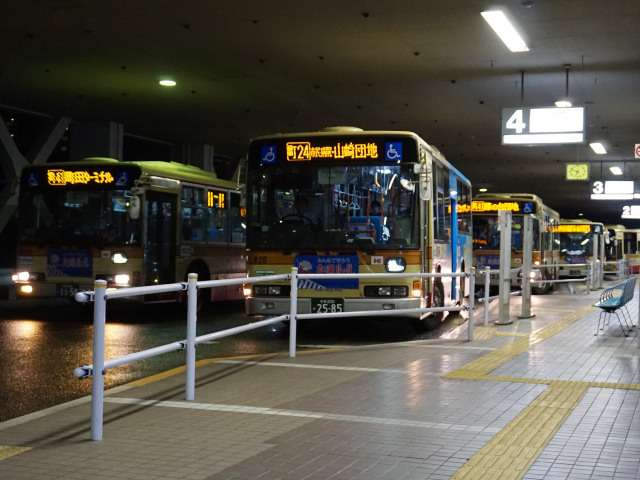
町田ターミナル

- 町29：町田バスセンター - 保健所入口 - 市民病院前 - 根岸 - 桜美林学園前 - 淵野辺駅北口
- 町30：町田ターミナル - 町田バスセンター - 保健所入口 - 市民病院前 - 根岸 - 常盤 - 横土手 - 坂本橋 - 橋本駅北口
- 町60：町田ターミナル - 町田バスセンター - 保健所入口 - 市民病院前 - 根岸 - 常盤 - 横土手 - 坂本橋 - 多摩境駅 - 橋本駅北口
- 町62：町田バスセンター - 保健所入口 - 市民病院前 - 根岸 - 常盤 - 横土手 - 神奈中多摩車庫
- 町63：町田バスセンター → 保健所入口 → 市民病院前 → 根岸 → 常盤 → 横土手（深夜バス）

町田駅（町田ターミナル・町田バスセンター）から横浜線淵野辺駅および橋本駅方面へ向かう路線で、町田市西部の常盤町・小山町地区へのアクセスのほか、町田営業所担当の町26（町田バスセンター - 市民病院前 - 野津田車庫）などと共に市民病院・根岸方面の主力を担う。長距離路線であるが合わせて毎時4本程度運行され、遠距離利用の乗客も多く、終日に渡って混雑している。中心となるのは町30で、1990年代前半までは町田・相模原（峡の原）・津久井による3営業所の共同運行だったが、走行する町田街道の渋滞が激しさを増すに連れて大幅な遅延が津久井の他路線（橋01など）に大きな影響を及ぼすようになったことや、多摩営業所の新設が計画されていたことなどから、町田・津久井が撤退して一時的に相模原（峡の原）担当に一本化されたのち、多摩営業所開設と同時に多摩へ移管された。町62は町30の出入庫路線で、横土手まで町30と同一経路で走行したのち、右折して神奈中多摩車庫へ向かう。町田駅方向は早朝、多摩車庫方向は夜間のみ設定されている。町63は2020年9月5日のダイヤ改正により新設された町30（町62）の区間便であり、従前運行されていた町30の深夜バスを横土手止まりとしたものである。横土手からはそのまま多摩車庫へ営業せず入庫する。
町60は坂本橋 - 田端で町田街道（都道47号）を離れて多摩境駅へ立ち寄り、町田街道へ戻って橋本駅へ向かう。なお、これらの系統は朝晩は町田バスセンター発着であるが、日中（9時台から20時台まで）は町田ターミナルまで運行される。
2015年1月より、多摩営業所単独担当の町29・30・60・62は国道16号鵜野森交差点を起点とする鎌倉街道の渋滞の影響を回避するため、町田バスセンター - 町田市役所市民ホール前 - 森野三丁目間において、町田街道旧道を直進し保健所入口を経由する経路への変更を実施した。ただし、この区間の経路上にあり、町田駅21・22番乗り場を発車する路線が停車する「森野二丁目」停留所は、交差点左折直後で停車が困難であるため通過する。

### 町田ターミナル - 市民病院前 - 根岸 - 小山田方面
- 町27：町田ターミナル - 町田バスセンター - 町田市役所市民ホール前 - 市民病院前 - 上宿 - 根岸 - 図師大橋 - 日大三高入口 - 小山田
- 町27：町田バスセンター - 町田市役所市民ホール前 - 市民病院前 - 上宿 - 根岸 - 図師大橋 - 日大三高 - 小山田

町27は町田営業所とともに管轄しており、根岸交差点から町田街道を離れて小山田へ向かう。前述の町30・60は日中時間帯の全便が町田ターミナルまで運行するのに対し、町27は以前まで日中も一部が町田バスセンター発着となっていた。2022年10月16日のダイヤ改正現在は、他路線と同様に日中は全て町田ターミナルを発着している。町30などが保健所入口経由となった後も町27は経路変更が行われず、多摩営業所管轄路線においては唯一の町田市役所・市民ホール前経由となった。

### 古淵駅発着路線

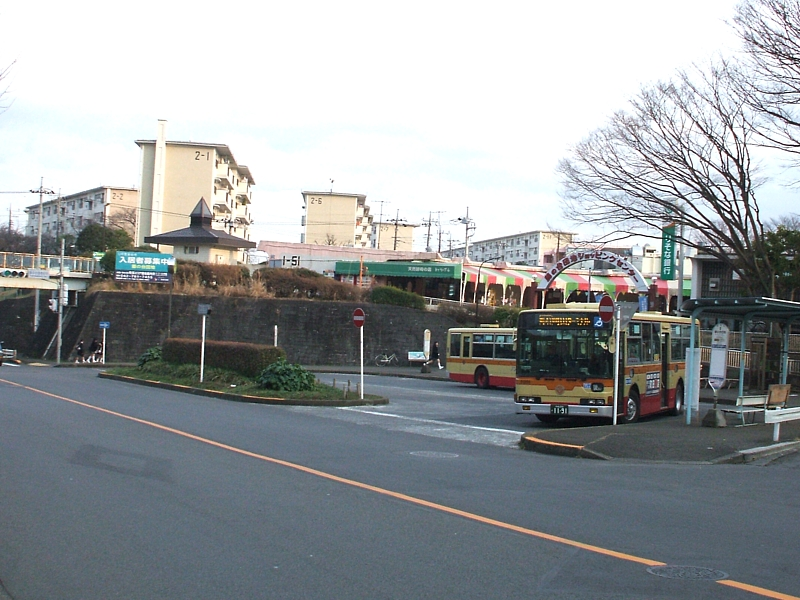
藤の台団地

- 古02：古淵駅 - 境川団地 - 山崎団地センター - 山崎団地
- 古03：古淵駅 - 境川団地 - 山崎団地センター - 藤の台団地

横浜線古淵駅から境川・山崎・藤の台の各団地へ向かう短距離路線で、全区間が町田営業所管内であるが、担当営業所は町田単独から町田・相模原を経て多摩営業所へ移管された。交差点では他の多摩営業所管轄路線と交差するものの、停留所での接続は一切無く、運用の前後には多摩車庫や淵野辺駅などへの回送が伴う。
平日は両路線とも毎時1便ずつ確保されているが、土曜・休日はそれぞれ運行本数が大きく異なっている。土曜は日中時間帯が古02、それ以外は古03が運行されるのに対し、休日は古02がほとんど運行されず、大半が古03での運行となる。ほぼ全線に渡って並行しているが、共同運行・移管の時期が両路線で異なるため、運用および古淵駅発の時刻表は別々となっている。

### 淵野辺駅発着路線
- 淵21：淵野辺駅北口 - 上矢部本町 - 種入 - 小山田 - 下根 - 小山田はなみずきの丘
- 淵25：淵野辺駅北口 -（直行）- 日大三高
- 淵30：淵野辺駅北口 - 桜美林学園 - 小山田桜台
- 淵65：淵野辺駅北口 - 矢部 - 馬場十字路 - 見晴らしの丘 - 上中村 - 神奈中多摩車庫
- 淵67：淵野辺駅北口 - 桜美林学園 - 小山田桜台 - 日大三高

淵野辺駅から小山田・日大三高方面へ向かう路線で、淵21は小山田はなみずきの丘周辺の宅地造成によって延伸された。
淵67は淵30の平日・土曜の日中時間帯を日大三高まで延長したもので、小山田桜台を一周する経路となっており、日大三高構内へ乗り入れる神奈川中央交通の路線で唯一、急行運転を行わない路線である。なお、淵30・67では「桜美林学園」が付く停留所に3箇所停車し、淵野辺駅北口方面から「桜美林学園前」→「桜美林学園東」→「桜美林学園（旧：リサイクルセンター入口）」の順に停車する。

### 橋本駅 - 寿橋 - 多摩美術大学・神奈中多摩車庫方面
- 橋73：多摩境駅 → 三ツ目山公園 → 多摩美術大学南 → 寿橋 → 橋本駅北口（土曜・休日のみ運行）
- 橋75：橋本駅北口 - 寿橋 - 多摩美術大学南 - 多摩美術大学
- 橋76：橋本駅北口 - 寿橋 - 多摩美術大学南 - 三ツ目山公園 - 多摩境駅 - まちだテクノパーク前 - 神奈中多摩車庫
- 橋78：橋本駅北口 - 寿橋 - リーフィア町田小山ヶ丘 - 多摩美術大学
- 橋80：橋本駅北口 - 寿橋 - 堂の前 - 御嶽堂 - 神奈中多摩車庫

橋本駅から多摩美術大学方面への路線で、中心は多摩境駅方面へ向かう橋76である。多摩車庫への出入庫を兼ねており、その区間便に当たる橋73はかつて相模原営業所が担当していた。橋76新設時に一度廃止されたが、多摩境通りの渋滞悪化による大幅な遅延への対策として、土曜・休日の多摩境駅発のみ復活した。
橋75は橋本駅と多摩美術大学を最短距離で結ぶ通学路線で、橋78は小田急不動産が新規造成した住宅地「リーフィア町田小山ヶ丘」を経由する。橋78と区別するため橋75は経由地に「トンネル経由」という表示が追加された。朝夕のみ運行される橋80は、先述の町30・60の区間便を兼ねた出入庫路線である。2020年9月5日のダイヤ改正で、橋76・80の深夜バスが廃止された。

### 八王子駅 - 片倉台 - 橋本駅方面
- 八77：八王子駅南口 - 片倉駅入口 - 片倉台 - 御殿峠 - 鑓水 - 橋本駅北口

2012年4月に八71・72・橋70を統合する形で新設された。八王子駅と橋本駅との間を国道16号および片倉台経由で結ぶ。

### 臨時系統

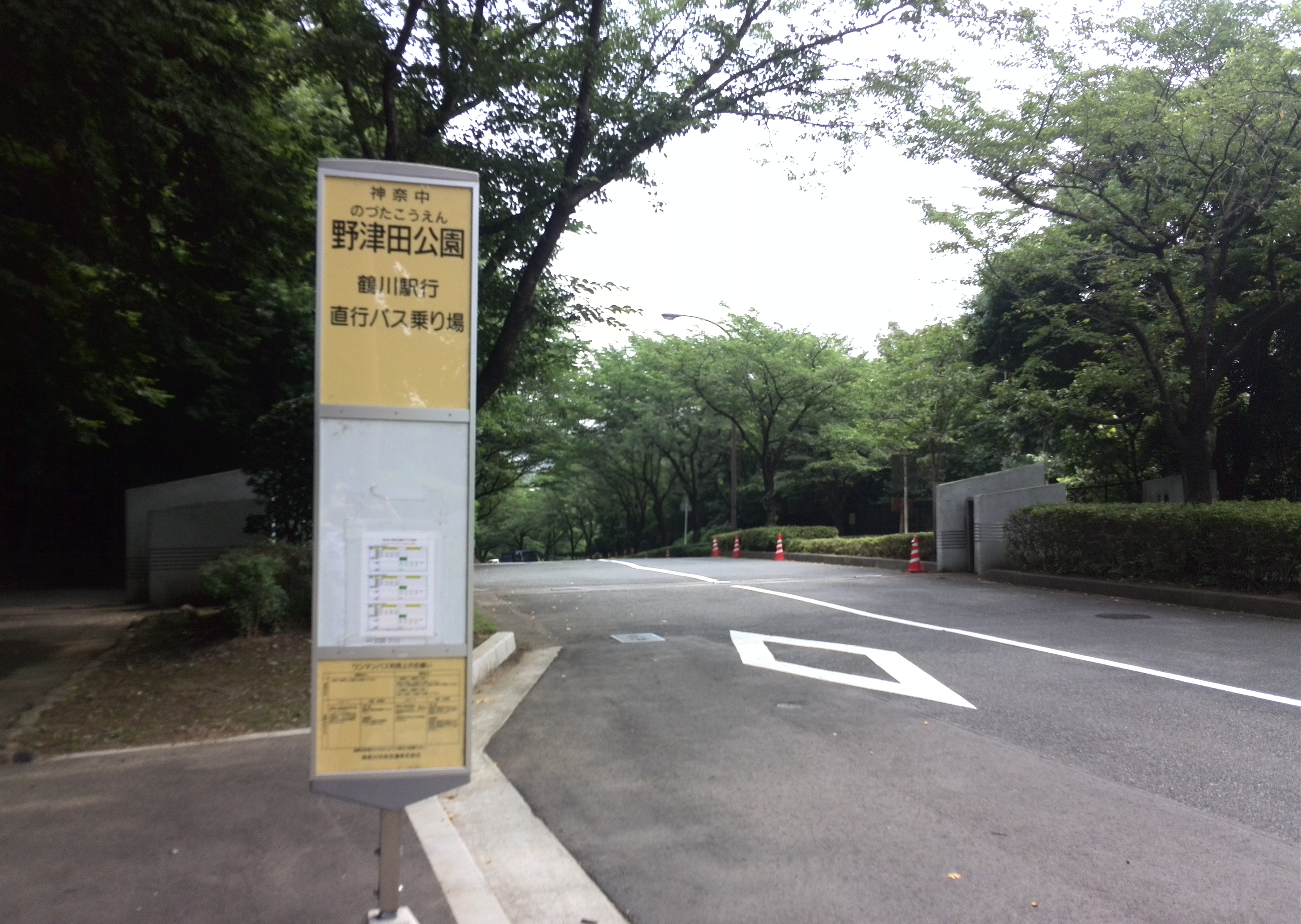
野津田公園停留所(鶴川方向)

- 無番：鶴川駅 -（直行）- 野津田公園（町田GIONスタジアム）
- 無番：橋本駅北口 -（直行）- 多摩美術大学

2013年3月に新設された野津田公園・町田GIONスタジアムへの直行路線で、FC町田ゼルビアの主催試合およびイベント開催時に臨時運行される。運賃は通常の多区間制運賃（武相運賃制度・片道270円）で、基本的には町田営業所の単独運行となるが、多客時には多摩営業所と相模原営業所による共同運行も行われ、2024年のシーズンから橋本営業所も運行に加わった。
多摩美術大学への路線は大学入試の際に運行される臨時直行便で、運賃は通常の多区間制運賃（武相運賃制度）が適用され、途中停留所は停車しない。多摩以外の営業所が応援で運用に入る場合もあり、他の営業所車両にも同路線の行先表示が登録されている。

## 廃止・移管路線

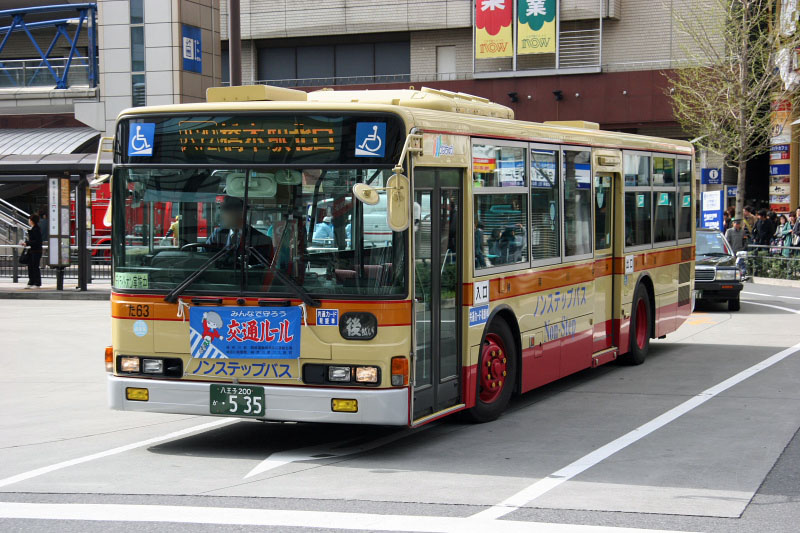
八王子駅北口から発車していた頃の八72 (た63)

- 淵01：淵野辺駅北口 - 矢部八幡前 - 桜美林学園前 - 馬場十字路 - 小山小学校前 - 神奈中多摩車庫

2004年9月27日に馬場十字路から先を見晴らしの丘経由へ経路変更し、淵65へ変更された。
- 橋74：橋本駅北口 - 多摩美術大学南 - 三ツ目山公園 - 多摩境駅 - 坂本橋 - 小山小学校前

2001年6月4日に、町田街道の久保ヶ谷戸交差点から三ツ目山公園方面へ向かうトンネルの開通による再編で摩11・12（三ツ目山公園 - 多摩境駅 - 小山小学校）の代替で新設されたが、小山ヶ丘小学校開校による学区域変更によって必要性がなくなり、2005年3月25日に廃止された。
- 鶴37：鶴川駅 - 野津田車庫 - 図師 - 淵野辺駅北口

2001年7月29日の多摩営業所開設時に相模原営業所から移管されたが、2006年4月3日に町田営業所へ移管された。
- 橋70：橋本駅北口 - 鑓水 - 御殿峠 - 片倉高校前 - 片倉台
- 八71：八王子駅南口 - 片倉 - 片倉高校前 - 片倉台
- 八72：八王子駅南口 - 片倉 - 御殿峠 - 鑓水 - 橋本駅北口

多摩営業所開設時に相模原営業所から移管されたが、2012年4月2日に八77（八王子駅南口 - 片倉台 - 橋本駅北口）へ統合廃止された。八71と八72は2010年11月20日以前は八王子駅では北口を発着していた。
- 淵23：淵野辺駅北口 - 東町 - 根岸橋 - 図師 - 野津田車庫

淵23はかつて担当していた鶴37および橋本営業所担当の淵24（淵野辺駅 - 鶴川駅 - 登戸）の区間便だが、前者は平日、後者は土曜それぞれ1便のみのため、実質的には淵野辺駅と野津田車庫を結ぶ唯一の路線だった。多摩営業所開設時に淵23・鶴37が相模原営業所から移管されたが、2006年4月3日に淵23は町田営業所と共管化され、鶴37は町田営業所に移管された。2022年10月16日より淵23も町田営業所に移管され、多摩営業所による野津田車庫乗り入れ路線は消滅した。
- 検証運行：小山田桜台 - 唐木田駅東 - 多摩南部地域病院

2017年12月18日に開設された町田市の検証運行路線で、市が運行経費の一部を補助して試験的に運行する。車両は当初、専用のワゴン車が用いられていたが、一部で混雑による積み残しが発生していたことから、2019年8月1日より小型バスに変更し、全体が黄色一色塗りで「町田市」表記が入れられた専用の日野・ポンチョが用いられた。2024年11月16日付けで町田営業所に移管された。
- 多61：多摩センター駅 → 奈良原公園 → 南鶴牧小学校 → 鶴牧センター → 富士見通下

多61の入庫便として、土曜・休日の夜間最終1便が運行されていた。以前は京王バスと共同運行だったが、2023年3月18日の改正で神奈中単独運行となり、2024年12月16日の改正で京王単独運行に変更された。
- 永12：永山駅 → 諏訪南公園 → 諏訪四丁目 → 諏訪三丁目 → 諏訪南公園 → 永山駅（京王バス多摩営業所と共同運行）
- 永12：永山駅 → 諏訪南公園 → 諏訪四丁目 → 諏訪三丁目（京王バス多摩営業所と共同運行）
- 永12：諏訪四丁目 → 諏訪三丁目 → 諏訪南公園 → 永山駅（京王バス多摩営業所と共同運行）
- 永13：永山駅 - 諏訪南公園 - 永山五丁目

2024年12月16日の改正で京王とともに廃止され、桜22の運行に一本化された。
- 桜84：聖蹟桜ヶ丘駅 - 和田 - 帝京大学入口 - 堰場 - 板橋 - 南大沢駅 - 横土手 - 相模原駅北口（京王バス南大沢営業所と共同運行）

聖蹟桜ヶ丘駅から南大沢駅を経て相模原駅へ乗り入れる路線で、以前は相模原駅南口発着だったが、相模原営業所管轄時代に北口発着へ変更された。また、沼入口 - 清水入谷戸間は多摩ニュータウンの造成進展によって複数回にわたって経路変更されている。運行本数は平日の場合1日6往復であり、午前に京王が3往復、午後に神奈中が3往復を受け持つ。2021年4月から、土休日の京王担当に限って区間便の南84系統（南大沢駅 - 横土手 - 相模原駅北口）が設定され、土休日の京王担当便は早朝1本の相模原駅行きを除いてこの区間便に振り替えられた。なお、神奈中はこれまで通り午後3往復の桜84系統を毎日担当する。桜84系統と南84系統は神奈中・京王の両社が廃止の意向を示しており、神奈川県生活交通確保対策地域協議会に2024年5月31日付で「路線退出等意向申出書」が提出されている。廃止の意向は運行回数と利用者が僅かであることが理由であり、その後協議を行った結果、2025年3月付けでの路線廃止が決定した。

## 車両

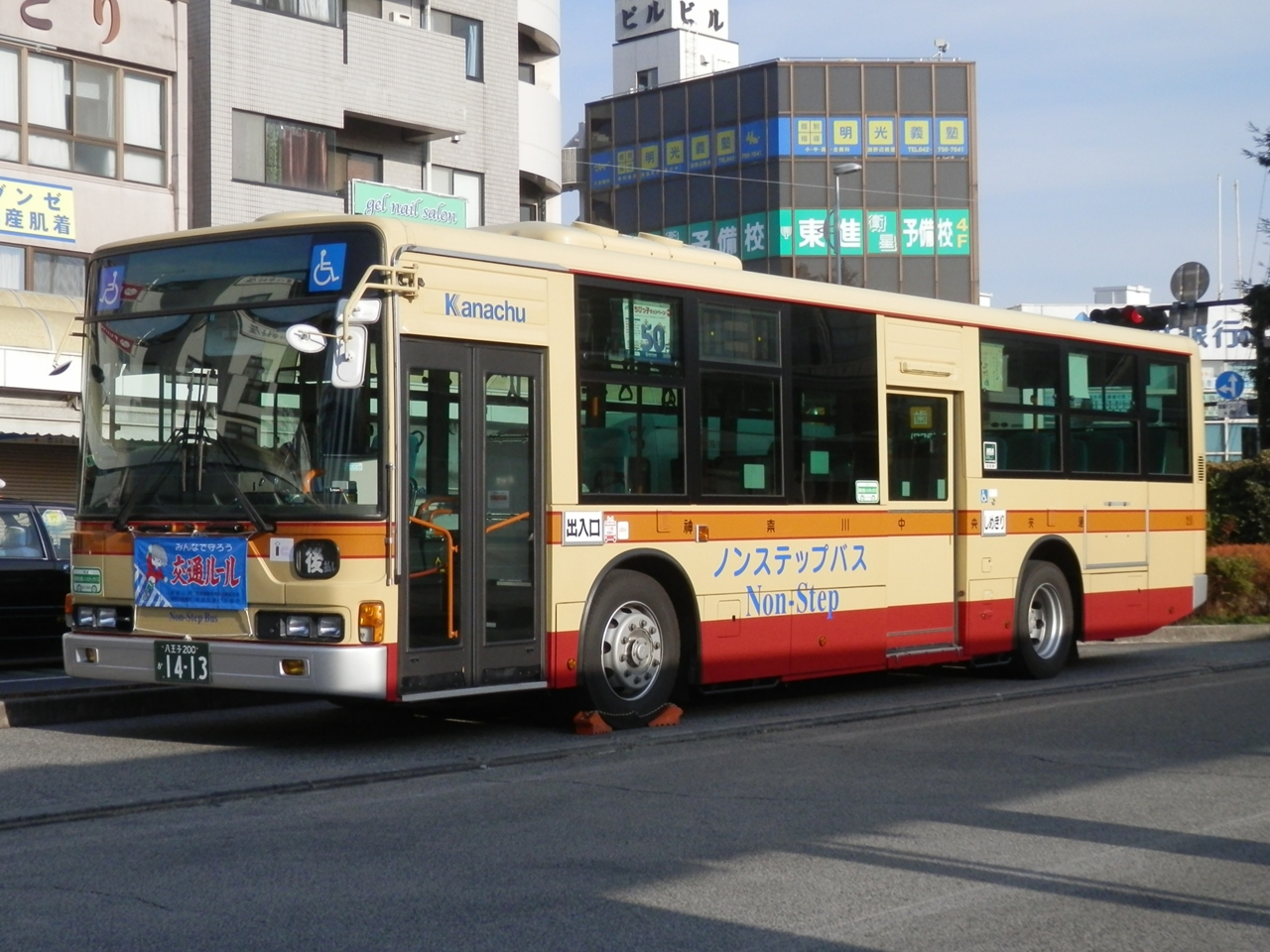
た11

2001年の多摩営業所開設時は町田から16台、相模原から59台、伊勢原から1台が転入し、新車5台を導入して81台でスタートした。ほとんどが三菱ふそう製で、2024年12月現在は全ての路線車が三菱ふそう・エアロスターに統一されており、西日本車体工業製のエアロスターSが一部在籍するほかは全て三菱ふそうバス製造製の車体である。
町田営業所の所属車両と同様に、バリアフリー化の補助金の関係からノンステップバスで占められている。
2017年8月に相模原からワンステップバスが転入し、その僅か1年後には除籍されるなど、補助金や車両予備等の関係から稀に他の営業所から一時的にワンステップ車が転入・配置されることはあるが、2015年以降は原則的に全車がノンステップバスとなっている。
平成後期まではワンステップバスも配置されており、た82「かなちゃん号」もそのうちの1両であった。この「かなちゃん号」は2015年に教習車へ用途変更され、のちに廃車されている。
特筆すべき車両として、「た11」号車はLKG-MP系の初号車である。